# Robert Barth (Pädagoge)
Friedrich Carl Robert Barth (* 8. Oktober 1853 in Dresden; † nach 1908) war ein deutscher Pädagoge und Direktor einer Erziehungsschule.

## Leben und Wirken
Robert Barth besuchte zuerst die Privatschule seines Vaters in Dresden, absolvierte hierauf die Nicolaischule in Leipzig und studierte darauf neuere Philosophie. 1877 promovierte er an der Universität Leipzig auf Grund der Dissertation Guido de Columna zum Dr. phil., legte 1879, nachdem er mehrere Jahre das akademisch-pädagogische Seminar von Professor Duiskon in Zittau, zuletzt als Oberlehrer, besucht hatte, in Leipzig die Staatsprüfung ab und trat sodann als Lehrer in die 1863 gegründete Privatschule seines Vaters in Leipzig ein. Seit 1895 war er deren Mitdirektor, seit 1901 Direktor der Barth’schen Erziehungsschule, die seiner Zeit so benannt wurde, weil ihr Gründer Ernst L. Barth von dem Herbart'schen Gedanken geleitet wurde, dass die Schule durch ihren Unterricht nicht nur lehrend, sondern zugleich erziehend wirken müsse. 

## Schriften (Auswahl)
Außer einer Bearbeitung des lateinischen Anfangsunterrichts (Sexta und Quinta), nach den Grundsätzen Herbarts und Zillers aufgebaut, veröffentlichte Barth Aufsätze im Organ des Allgemeinen Deutschen Privatschulvereins und in Kleins Encyklopädie, hauptsächlich über die Altersversorgung der Lehrkräfte an Privatschulen.